# IC 3138/1
IC 3138/1 је спирална галаксија у сазвијежђу Дјевица која се налази на листи објеката дубоког неба у Индекс каталогу.
Деклинација објекта је + 12° 26' 43" а ректасцензија 12h 18m 56,1s. Привидна величина (магнитуда) објекта IC 3138 износи 15,4 а фотографска магнитуда 16,2.